# Bomfunk MC’s
Bomfunk MC’s — финский музыкальный коллектив, исполняющий танцевальную электронную музыку с элементами хип-хопа.

## История
Группа создана в начале 1998 года B.O.W. (Рэймондом Ибэнксом) и DJ Gismo (Исмо Лаппалайненом). Дебютный сингл «Uprocking Beats» часто звучал в радиочартах, и группе удалось получить контракт с Sony Music на выпуск альбома In Stereo.
Песня «Freestyler» из этого альбома в 2000 году завоевала первые позиции почти во всех танцевальных радиочартах и хит-парадах MTV, где демонстрировался видеоклип. Группа в том же году получила награду MTV как «Лучший скандинавский исполнитель».
Второй альбом, Burnin’ Sneakers, вышел в 2002 году, сопровождаемый синглами «Live Your Life» с участием Max’C и «Something Goin’ On» с певицей Джессикой Фолкер. Альбом был не такой успешный за пределами Финляндии, как предыдущий.
В 2004 году Bomfunk перешли на лейбл Universal Music, на котором выпустили альбом Reverse Psychology. На синглы «No Way in Hell» и «Hypnotic» с певицей Еленой Мади были сняты видеоклипы, транслировавшиеся по MTV.
В 2004 году Bomfunk MC устроили тур в поддержку своего альбома Reverse Psychology по Новой Зеландии, выступив в Данидине, Крайстчерче, Веллингтоне, Гамильтоне и Окленде.
C момента прекращения активной деятельности и до анонсирования о возвращении на сцену, о группе в целом ничего не было известно, только, что DJ Infekto и Vile Makinen работали отдельно как диджеи под названием «Bomfunk DJ’s», а B.O.W успел поработать над новым альбомом с группой Mighty 44 и выпустил сингл «Everybody Dance» с группой Uptown Rockers".
В конце ноября 2018 года был анонсирован тур из пяти концертов на фестивалях в Финляндии. Состав из B.O.W., DJ Gismo и JS16 собрался в честь двадцатилетия группы.
В феврале 2019 года, спустя 20 лет, вышла новая версия клипа на песню Freestyler с участием основного состава группы. 27 марта 2019 года музыканты подтвердили сведения о работе над новым альбомом.

## Состав
- Рэймонд Ибэнкс (Raymond Ebanks aka B.O.W и B.O.Dubb, МС. В 2018 году вернулся в группу.)
- Исмо Лаппаляйнен (Ismo Lappalainen aka DJ Gismo, диджей, ушёл из группы в 2002 году. В 2018 вернулся в группу.)
- Яакко Саловаара (Jaakko Salovaara aka JS16, продюсер и автор музыкальной составляющей альбомов In Stereo, Burnin’ Sneakers и половины Reverse Psychology. В 2018 стал «видимым» участником группы.)

Бывшие участники:
- Ари Тойкка (Ari Toikka aka A.T, ударные)
- Вилле Мякинен[фин.] (Ville Mäkinen aka Mr Wily, бас, клавишные)
- Рику Пентти (Riku Pentti aka DJ Infekto aka Rico Tubbs, диджей, клавишные)
- Окке Комуляйнен (Okke Komulainen, клавишные)

## Дискография

### Альбомы
- 1999 In Stereo (Epidrome)
- 2002 Burnin’ Sneakers (Epidrome / Sony Music Entertainment (Finland) Oy)
- 2004 Reverse Psychology (Polydor / Universal Music Domestic Division)

### Синглы
- 1998 Uprocking Beats (переиздание в 2000 г.)
- 1999 B-Boys & Flygirls (переиздание в 2000 г.)
- 2000 Freestyler
- 1999 Other Emcee’s
- 1999 Rocking (Just To Make Ya Move)
- 1999 Sky’s The Limit (только ограниченный промо компакт-диск для Финляндии)
- 2001 Super Electric
- 2002 Live Your Life (feat. Max’C)
- 2002 Back To Back (feat. Z-MC)
- 2002 Something Going On (feat. Jessica Folcker)
- 2004 Hypnotic
- 2004 No Way In Hell
- 2004 Turn It Up (feat. Anna Nordell)

## В популярной культуре
Две песни Bomfunk MC’s были представлены в гоночной игре для Sony PlayStation Firebugs. Это были «We R Atomic» и «Put Ya Hands Up». Обе песни взяты из альбома Burnin 'Sneakers.